# Lijst van oorlogsmonumenten in Baarle-Nassau
De Nederlandse gemeente Baarle-Nassau heeft twee oorlogsmonumenten. Hieronder een overzicht.
| Nr.                             | Object                               | Herdachte groep                                                                                  | Ontwerper                         | Onthulling | Type     | Locatie                    | Plaats        | Coördinaten                   | Foto                                 |
| ------------------------------- | ------------------------------------ | ------------------------------------------------------------------------------------------------ | --------------------------------- | ---------- | -------- | -------------------------- | ------------- | ----------------------------- | ------------------------------------ |
| 771                             | Kirlin-monument                      | geallieerde militairen                                                                           |                                   |            | zuil     | Hoogstratensebaan, 5111 EP | Baarle-Nassau | 51° 25' 53" NB, 4° 52' 44" OL |                                      |
| 1219                            | Monument voor Nederlandse Militairen | militairen in dienst van het Ned. Kon. 1940-1945, militairen in dienst van het Ned. Kon. na 1945 | Mathieu P.N. Doesborg (1923-1978) | 5 mei 1956 | zuil     | Chaamseweg, 5111 VM        | Baarle-Nassau | 51° 26' 40" NB, 4° 55' 32" OL | Monument voor Nederlandse Militairen |
| Dit oorlogsmonument op Wikidata | Herdenkingsmonument 1914-1918        | inwoners van Castelré                                                                            |                                   |            | monument | Hooiberg ongenummerd       | Castelre      | 51° 25' 22" NB, 4° 47' 3" OL  | Herdenkingsmonument 1914-1918        |